# 壓縮 (物理)

單軸向压缩

在力学中，压缩是指在某物體、材料或結構的不同点上施加内向力（推力），目的是在一个或多个方向上缩小其尺寸。它与張力恰好相反，后者是向外力（拉力）。在建設工程中，工程師要考慮到材料和结构的抗壓強度。
單軸向压缩（uniaxial compression）是指只在一個方向有壓縮力，壓縮力會使物體在此方向的長度變短。壓縮力也可以從多個方向一起施加，例如從一個板的各邊，或是從圆柱体的側表面，此壓縮力會使面積變小（雙軸向壓縮力），也有可能從一個物體的各個面施加壓力，使其體積變小。
以技術觀點來看，一物體的某一點受到特定方向的壓縮，也就是有應力向量的壓力分量{\displaystyle x}在該方向上，且與物體表面的法向量方向恰好相反。若應力向量本身就和物體表面的法向量方向相反，則稱該物體在{\displaystyle x}承受純壓應力。固體壓縮的量會和{\displaystyle x}的方向有關，也有可能物理在某方向受壓縮，而在其他方向受擴張。若應力向量在所有方向都是純壓應力，則稱此材料受到各向同性壓縮（isotropic compression）、流體靜壓力壓縮（hydrostatic compression）或體積壓縮（bulk compression）。這也是液體或氣體唯一可以承受的靜壓縮。各向同壓縮會影響物體的體積，其程度可以用体积模量來說明。
壓縮的逆過程是膨脹，物體的體積會因此而變大。在纵波的机械波裡，介質移動的方向和波相同，因此會有壓縮區域以及稀疏區域。

## 影響
物體受到壓縮應力（或是其他應力）時會出現形變，形變可能小到不容易查覺，不過形變會讓原子或分子的平均相對位置有變化。形變可能是永久的，也可能在外力消失後就會復原。若是後者的情形，是因為形變產生了抵抗外在壓縮力的力，而且此力最終可能和外力平衡。
液體和氣體無法承受單軸向壓縮或是雙軸向壓縮，上述兩種情形下，液體和氣體會立刻永久變形，不會有抵抗外在壓縮力的力。液體和氣體可以承受各向同性的壓縮，而且可以暫時的壓縮，就像空氣傳播聲波。

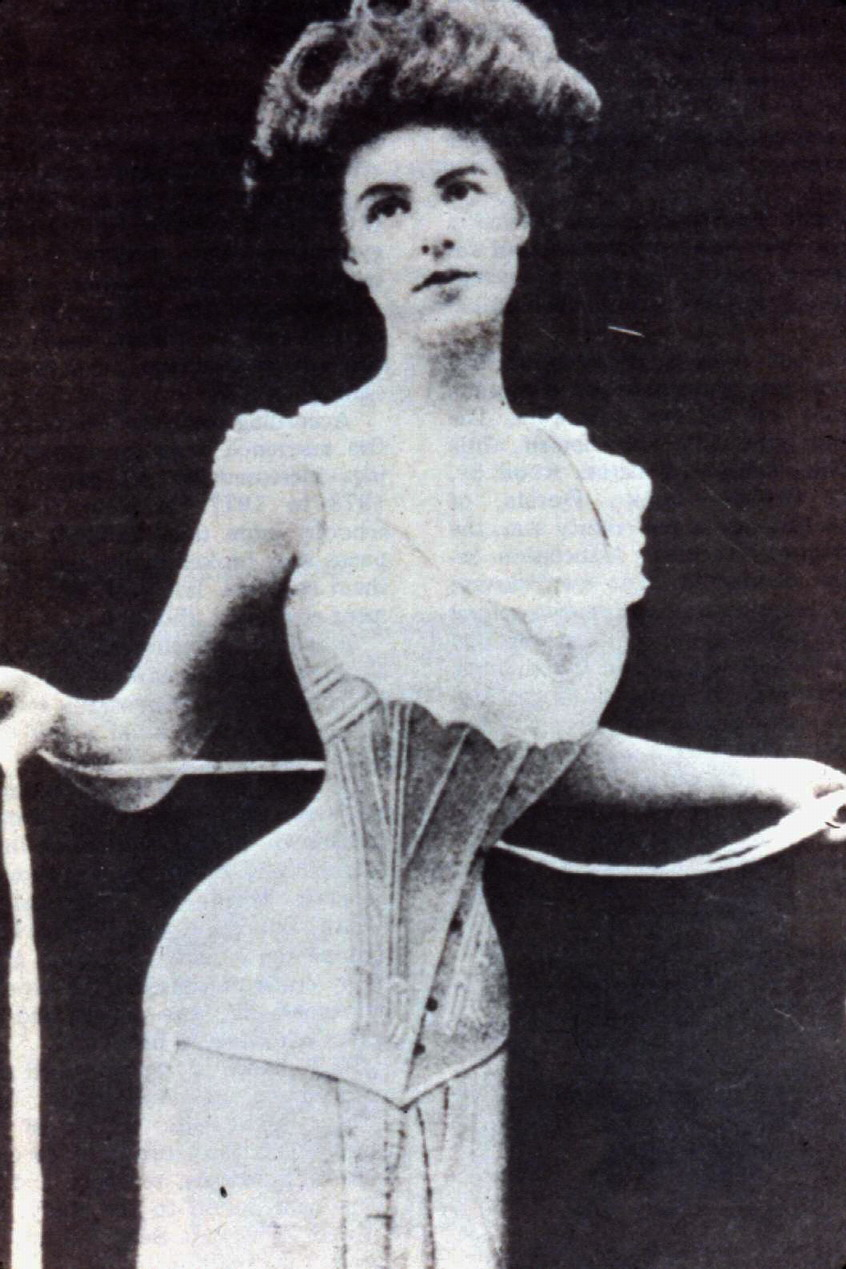
束緊的束腰在腰上施加雙軸向的壓縮

一般物體在各向同性壓縮下，其體積都會變小，在雙軸向壓縮下截面積會變小，在單軸向壓縮下長度會變短。不過形變不一定均勻，也不一定會延著壓縮力的方向。至於沒有承受壓縮力的哪些方向大部份物體在會在這些方向膨脹，不過也有些物體不會變化，或者反而收縮的。材料受應力以及對應的形變，是连续介质力学中的重要主題。

## 用途

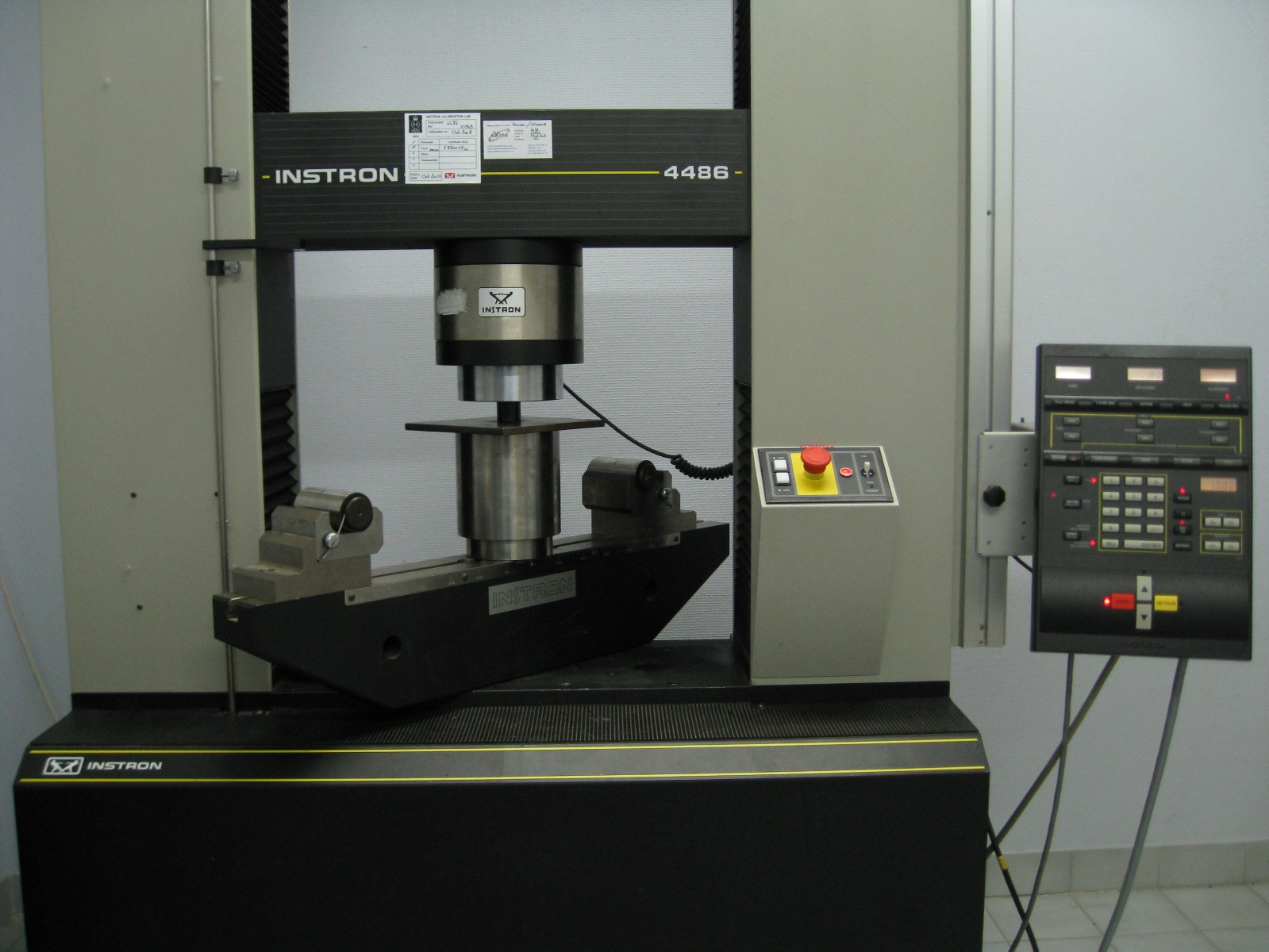
万能试验机上的壓縮試驗

固體的壓縮在材料科学、物理学及结构工程都有應用，壓縮也會產生相當的應力和張力。
透過對物體壓縮，可以量測一些材料性質，例如抗壓強度或弹性模量 can be measured.。
為了節省空間，氣體會高壓壓縮成為瓶裝氣，以此儲存或是運送。略為加壓的空氣或是其他氣體也可以用在充填气球、充气船或是其他充氣結構。壓縮液體常用在液压机械及水力压裂。

## 引擎

### 內燃機
内燃机裡的爆炸混合氣體在點火之前會先壓縮，以提昇引擎的效率。例如奧圖循環中活塞的第二段行程就是壓縮第一段行程進入氣缸的氣體。

### 蒸汽機
蒸汽機中的「壓縮」是在在活塞的衝程完全結束之前關閉蒸汽机的排氣閥，讓部份氣體留在氣缸內。在活塞衝程完成時活塞會對空氣作功，也形成活塞的緩衝墊，使活塞速度迅速降低，減少往復運動部件的慣性對蒸汽機造成的應力。此壓縮也避免了下一個行程新鮮蒸汽進入氣缸的衝擊。